# Bridges to Babylon
Bridges to Babylon è un è un album in studio del gruppo rock britannico The Rolling Stones pubblicato nel 1997; è il 21° della discografia inglese e il 23° di quella statunitense.

## Storia
A differenza di svariati altri precedenti album della band, la cui produzione era stata affidata al duo Mick Jagger/Keith Richards con l'aggiunta di un singolo produttore discografico esterno, questa volta il gruppo volle portare in studio un eclettico miscuglio di produttori famosi per occuparsi del progetto, inclusi Dust Brothers, Don Was e Rob Fraboni, tra gli altri. In maniera simile, molti musicisti ospiti sono presenti in ciascuna traccia del disco insieme a Jagger, Richards, Ronnie Wood e Charlie Watts. L'album include un ampio ventaglio di generi musicali, dal consueto rock blues degli Stones, fino al campionamento di brani hip hop e rap.
Sebbene il disco ricevette recensioni miste da parte della critica musicale, fu un successo dal punto di vista commerciale, venendo certificato disco d'oro o di platino in molti mercati, e producendo il singolo di successo a livello internazionale Anybody Seen My Baby?
Dopo il Voodoo Lounge Tour, e il progetto dell'album Stripped nel 1994/1995, gli Stones si concessero un breve periodo di pausa prima che Mick Jagger e Keith Richards si ritrovassero a comporre insieme nuove canzoni nell'estate 1996. I demo furono provati insieme agli altri membri della band a New York in novembre e a Londra il mese seguente. Un'altra sessione di scrittura si svolse alle Barbados nel gennaio 1997.
Nel marzo 1997, la band arrivò a Los Angeles per cominciare la lavorazione del nuovo disco presso gli Ocean Way Studios. Dopo molti album registrati in località esotiche e isole sperdute, lavorare in una grande città favorì il contributo partecipativo di vari musicisti amici della band. La registrazione di Bridges to Babylon si protrasse fino a luglio, e i quattro mesi di lavorazione furono uno dei periodi più concisi per il completamento di un disco da parte degli Stones. Le sessioni in studio si svolsero prevalentemente di notte e solitamente si protraevano fino a quando Richards si stancava e voleva andare a dormire al mattino.
Sebbene Don Was fosse il produttore ufficiale incaricato del progetto, Jagger cercò anche la collaborazione di altri famosi produttori discografici locali. In primis i Dust Brothers, che avevano impressionato Jagger con quanto da loro fatto in occasione degli album Odelay di Beck e Paul's Boutique dei Beastie Boys. Il contributo dei Dust Brothers era inizialmente previsto in cinque tracce, poi ridotte a tre, comprendendo anche l'unico esempio di campionamento in un brano dei Rolling Stones. Anche Danny Saber e Babyface furono portati in studio da Jagger che come spesso accaduto in passato voleva "svecchiare" le sonorità degli Stones, ma il contributo di Babyface alla traccia Already Over Me fu alla fine scartato. Richards non era entusiasta di lavorare con dei "guru del loop" e arrivò a cacciare dallo studio Saber quando scoprì che egli aveva sovrainciso alcune parti di chitarra. L'atmosfera in studio fu alquanto tesa, e Don Was si assicurò che Richards e Jagger lavorassero in stanze separate. Il batterista Charlie Watts contribuì ad alleviare la tensione coinvolgendo nelle sedute il percussionista Jim Keltner, con il quale lavorò in seguito a un suo progetto solista.
Durante le fasi finali relative alla masterizzazione dell'album, si scoprì che il ritornello del brano Anybody Seen My Baby?, progettato nuovo singolo della band, ricordava un po' troppo la hit del 1992 di k.d. lang Constant Craving, fatto portato all'attenzione di Richards da sua figlia Angela. Volendo evitare qualsiasi possibile accusa di plagio, si decise di includere tra gli autori del brano anche lang e il suo coautore Ben Mink (insieme a Jagger e Richards).
Un totale di otto bassisti differenti si occuparono di suonare il basso durante le sessioni dell'album: Jeff Sarli, Jamie Muhoberac, Blondie Chaplin, Don Was, Danny Saber, Darryl Jones, Me'shell Ndegeocello e Doug Wimbish.

## Copertina

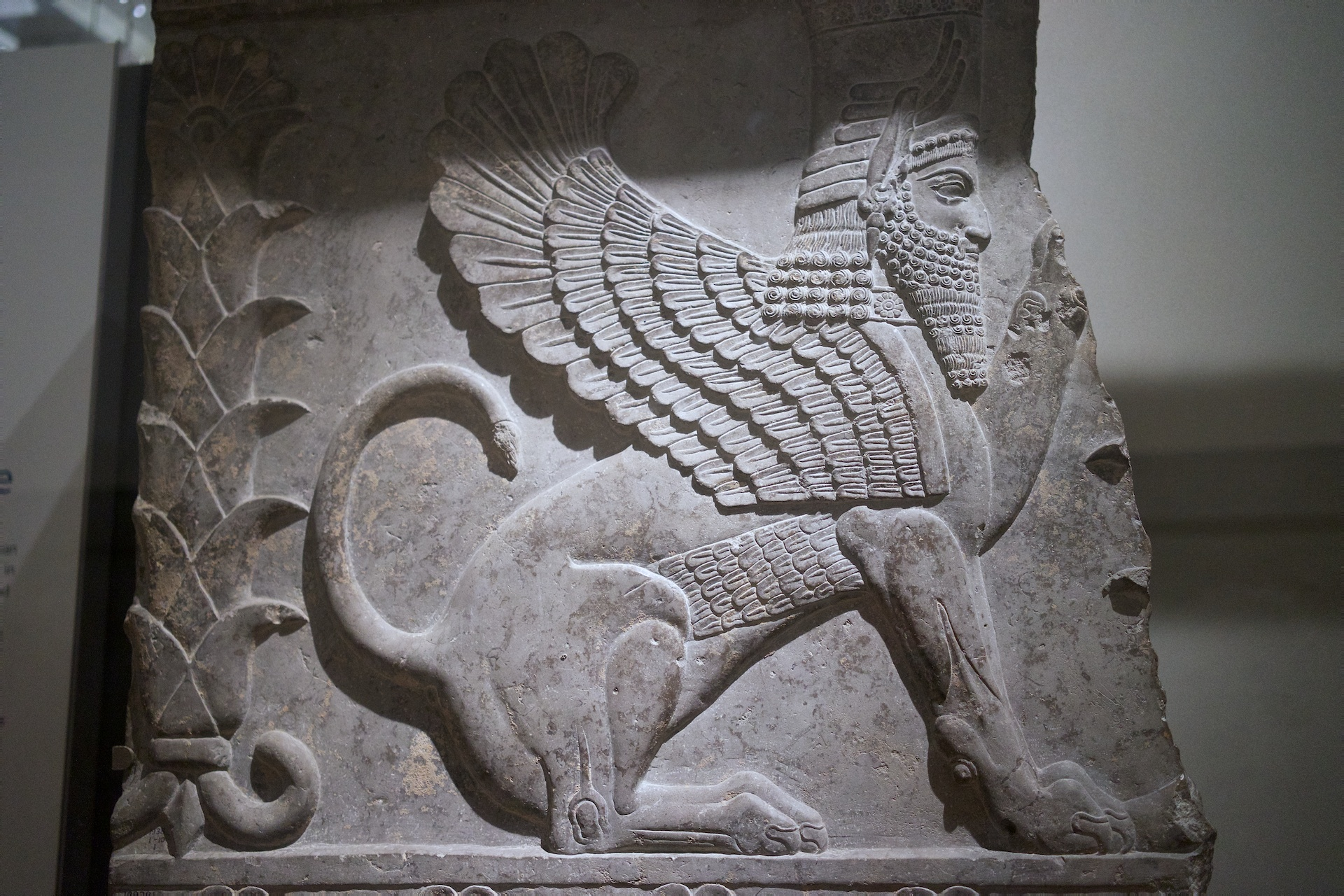
Un bassorilievo raffigurante un Lamassu, British Museum, Londra

La copertina dell'album è realizzata dal grafico austriaco Stefan Sagmeister. Quando i Rolling Stones scelsero di affidare a Stefan Sagmeister la grafica dell'album, Jagger gli disse di cercare ispirazione dall'arte babilonese in esposizione al British Museum. Sagmeister restò molto colpito da un Lamassu, una tipica scultura mesopotamica rappresentante un leone con la testa di uomo e la barba, e commissionò all'artista Kevin Murphy un'illustrazione a tema ma con il leone in posizione di attacco. Il primo milione di copie stampate di Bridges to Babylon erano rinchiuse in una confezione speciale filigranata, che dava l'impressione che il leone fosse inciso a rilievo sulla copertina. Il retro della copertina mostra un deserto e prosegue nel booklet, con tanto di rovine antiche che furono alla base per le scenografie del Bridges to Babylon Tour.

## Pubblicazione e accoglienza
| Recensione           | Giudizio |
| -------------------- | -------- |
| AllMusic             | [ 24 ]   |
| Rolling Stone        | [ 25 ]   |
| Entertainment Weekly | B        |
| NME                  | [ 27 ]   |

Bridges to Babylon fu accolto da critiche contrastanti alla sua uscita. In classifica raggiunse la posizione numero 6 in Gran Bretagna, la numero 2 in Francia e la numero 3 negli Stati Uniti d'America, dove fu certificato disco di platino dalla RIAA nel novembre 1997.
Rispetto alla celebre Anybody Seen My Baby?, gli altri singoli estratti dal disco, Saint of Me e Out of Control, hanno avuto un successo minore.
Per promuovere l'album, nel 1997 gli Stones si imbarcarono nel mastodontico Bridges to Babylon Tour, consistente in 108 concerti, con elaborate scenografie del palco che Jagger volle ispirate a quelle del PopMart Tour degli U2.
Nel 2009, Bridges to Babylon è stato rimasterizzato e ristampato dalla Universal Music.

## Tracce

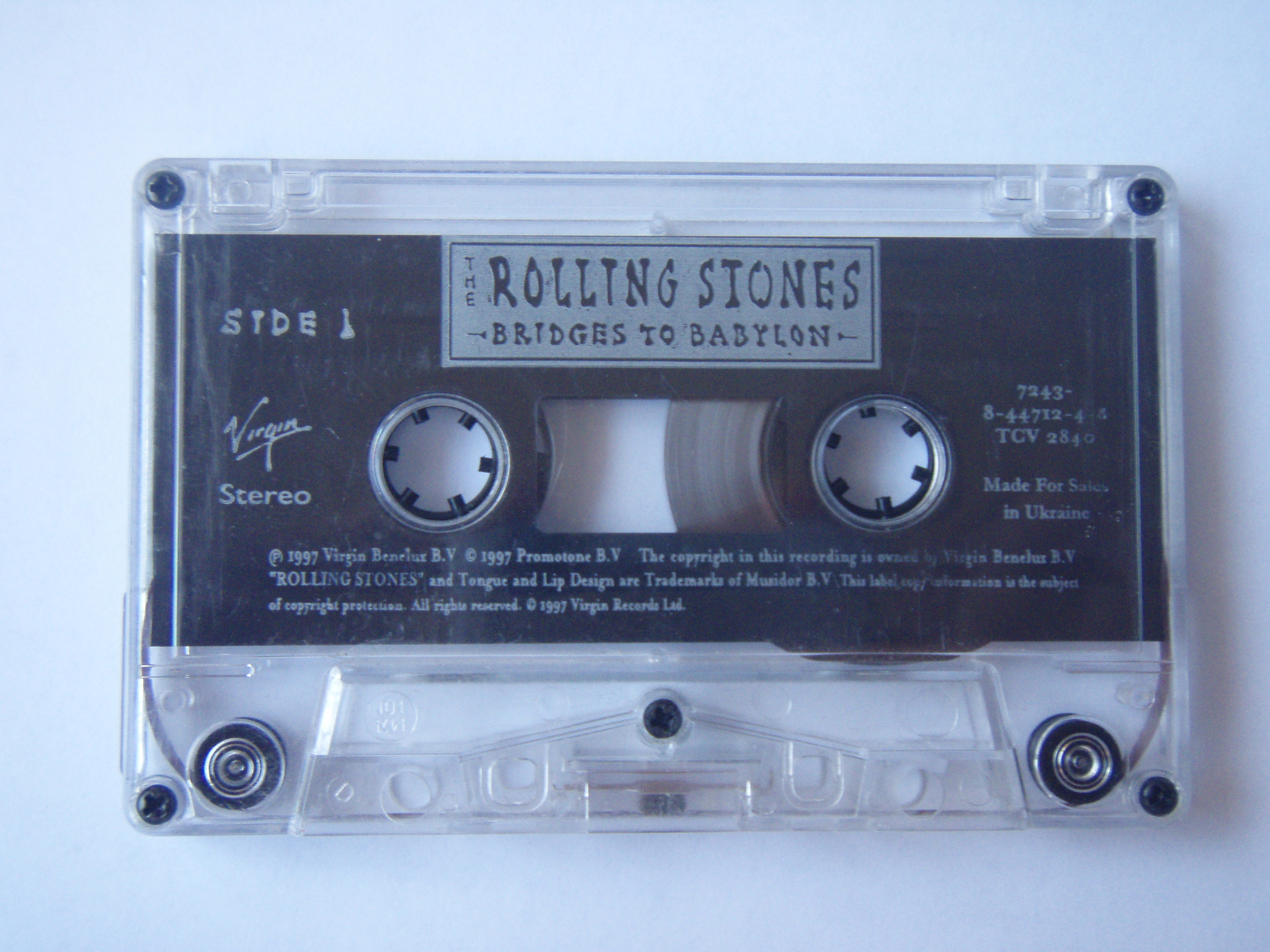
Bridges to Babylon cassetta

Testi e musiche di Jagger, Richards tranne dove indicato.
1. Flip the Switch – 3:28
2. Anybody Seen My Baby? – 4:31 (Jagger, Richards, Lang, Mink[28])
3. Low Down – 4:26
4. Already Over Me – 5:24
5. Gunface – 5:02
6. You Don't Have to Mean It – 3:43
7. Out of Control – 4:43
8. Saint of Me – 5:15
9. Might As Well Get Juiced – 5:23
10. Always Suffering – 4:44
11. Too Tight – 3:33
12. Thief in the Night – 5:16 (Jagger, Richards, Beauport)
13. How Can I Stop – 6:54

Durata totale: 62:22

## Formazione
The Rolling Stones
- Mick Jagger - voce, chitarra
- Keith Richards - chitarra, voce
- Ron Wood - chitarra
- Charlie Watts - batteria

Musicisti aggiuntivi
- Waddy Wachtel – chitarra, cori di sottofondo
- Don Was – tastiere, piano
- Darryl Jones – basso
- Me'Shell Ndegeocello – basso
- Danny Saber – basso, chitarra, tastiere
- Jeff Sarli – basso
- Blondie Chaplin – cori di sottofondo, percussioni
- Pierre de Beauport – basso a 6 corde, piano
- Jamie Muhoberac – tastiere, basso
- Doug Wimbish – cori di sottofondo, basso
- Matt Clifford – tastiere
- Billy Preston – organo
- Benmont Tench – tastiere
- Darrell Leonard – tromba
- Wayne Shorter – sassofono
- Joe Sublett – sassofono
- Biz Markie – rapping
- Bernard Fowler – cori di sottofondo
- Jim Keltner – percussioni
- Kenny Aronoff – secchio

## Classifiche
| Classifica (1997) | Posizione massima |
| ----------------- | ----------------- |
| Australia         | 19                |
| Austria           | 1                 |
| Belgio (Fiandre)  | 2                 |
| Belgio (Vallonia) | 5                 |
| Canada            | 2                 |
| Danimarca         | 3                 |
| Europa            | 1                 |
| Finlandia         | 3                 |
| Francia           | 2                 |
| Germania          | 1                 |
| Italia            | 6                 |
| Norvegia          | 1                 |
| Nuova Zelanda     | 10                |
| Paesi Bassi       | 2                 |
| Regno Unito       | 6                 |
| Spagna            | 2                 |
| Stati Uniti       | 3                 |
| Svezia            | 1                 |
| Svizzera          | 3                 |